# Grand Théâtre de Monte Carlo
L'Opéra de Monte Carlo o Grand Théâtre de Monte Carlo è un teatro d'opera, che fa parte del Casinò di Monte Carlo, pertanto si trova nel Principato di Monaco.

## Storia
Con la mancanza di intrattenimenti culturali disponibili a Monaco nel 1870, il principe Carlo III, insieme con la Société des Bains de Mer, decise di includere una sala da concerto come parte del casinò dove il 22 febbraio avvenne la prima assoluta dell'operetta Vinciguerra il bandito di Giovanni Bottesini. 
L'ingresso principale al pubblico della sala era dal casinò, mentre l'ingresso indipendente per Carlo III era sul lato occidentale. Aprì nel 1879 e divenne noto come la Salle Garnier, dopo che l'architetto Charles Garnier lo progettò.
Durante la ristrutturazione della Salle Garnier nel 2004-05, la società ha presentato le opere nella Salle des Princes al Grimaldi Forum, dove Les Ballets de Monte Carlo e la Monte-Carlo Philharmonic Orchestra si esibiscono regolarmente.
Fin dalla sua inaugurazione, il teatro ha ospitato 45 produzioni mondiali di première di opere. René Blum fondò il Ballet de l'Opéra. L '"età d'oro" della Salle Garnier è passato, dal momento che le piccole imprese con piccole sale non sono più in grado di montare produzioni molto costose. Tuttavia, la società oggi presenta ancora una stagione con cinque o sei opere.

## Salle Garnier
La Salle Garnier venne completata in otto mesi, sotto la direzione dell'architetto Charles Garnier, che aveva progettato il Palais Garnier a Parigi. La nuova Salle Garnier era una copia in miniatura dell'Opera di Parigi. La sua capienza era di soli 524 spettatori. Come il teatro da cui venne copiata, era in stile Belle Epoque.
Divenne la sede dell'Orchestra filarmonica di Montecarlo (già Orchestra nazionale dell'Opera di Monte Carlo fino al 1980), fondata nel 1856 (con altro nome) con soli quindici musicisti, ma già nel 1870 divenuta una normale orchestra di 70 elementi.
Anche se l'Operà di Monte Carlo non era originariamente prevista per l'opera (ospitò anche gli spettacoli di prosa di Sarah Bernhardt e perfino Houdini), il teatro fu presto utilizzato spesso per questo scopo ed è stato ristrutturato nel 1898-99 da Henri Schmit, soprattutto nella zona del palco, per renderlo più adatto per l'opera.
Venne inaugurata il 25 gennaio 1879 con Le passant di Émile Paladilhe con Sarah Bernhardt abbigliata da ninfa. La prima operetta ad essere rappresentata fu Le Chevalier Gaston di Robert Planquette, l'8 febbraio 1879 con Célestine Galli-Marié, seguita da Le maître de chapelle, L'ombre di Friedrich von Flotow con la Galli-Marié, Les noces de Jeannette di Victor Massé ed Un ballo in maschera nel corso della prima stagione.
Nel 1880 andarono in scena Faust con Marie Caroline Miolan-Carvalho, La Favorite, Don Giovanni con la Miolan-Carvalho e Le chalet di Adolphe Adam con la Miolan-Carvalho.

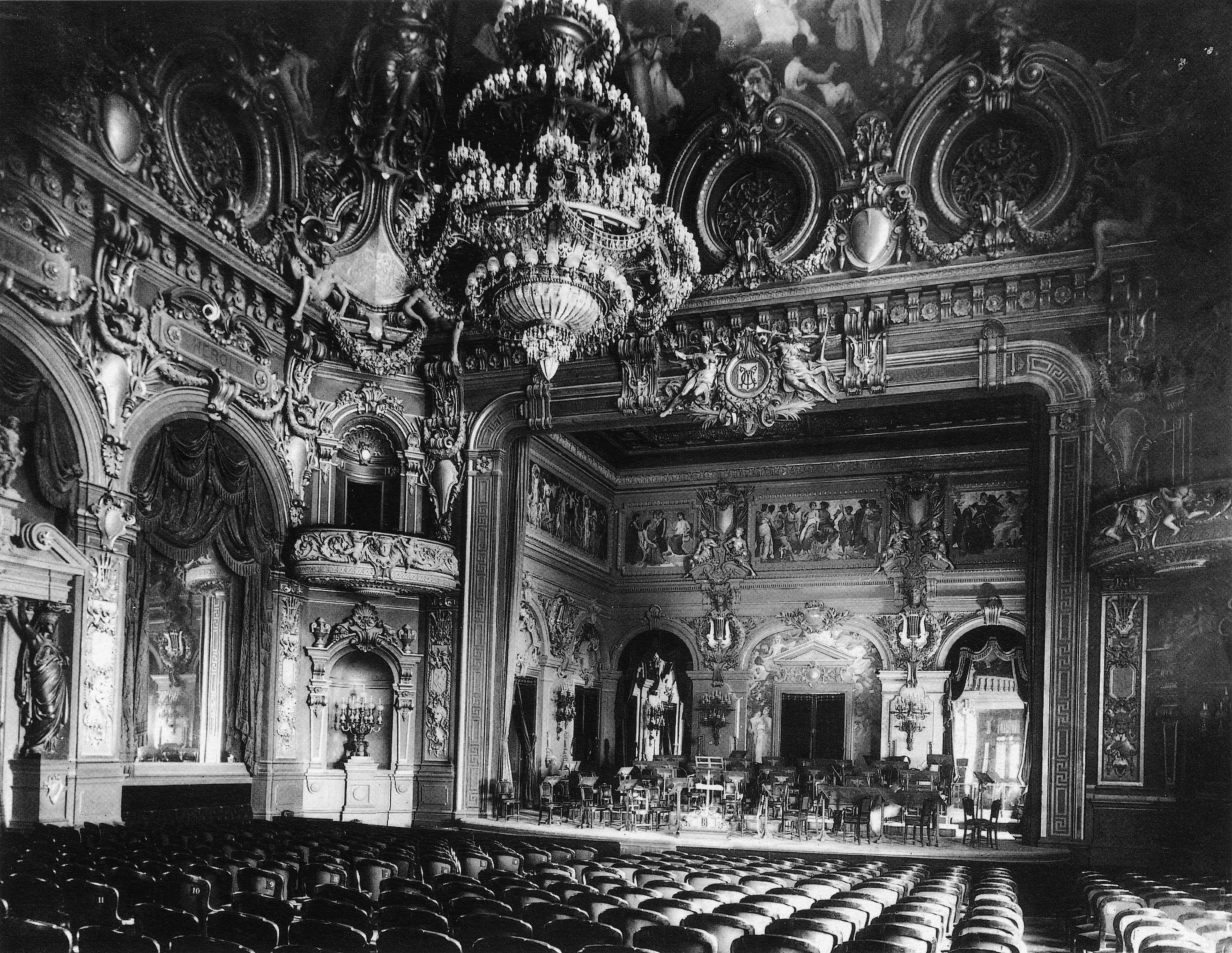
La sala (c. 1879)

Sotto l'influenza del primo direttore, Jules Cohen (che riuscì a scritturare Adelina Patti come Violetta ne La traviata, Gilda in Rigoletto, Rosina ne Il barbiere di Siviglia, Lucia di Lammermoor e Norina in Don Pasquale nel 1881) e Raoul Gunsbourg, il nuovo direttore dal 1883, oltre che della Principessa Alice, la moglie del principe Alberto I, molto amante dell'opera, la compagnia divenne nota fra i teatri dell'opera più rappresentativi a livello mondiale. 
Nel 1882 vanno in scena le prime di Mignon con Sofia Scalchi e di Hamlet con Emma Albani e la Scalchi, nel 1883 di Le nozze di Figaro in francese con Marie Heilbron e Victor Maurel, di Dinorah con Maurel, de La traviata in francese con la Heilbron e Maurel e di Galathée di Massé con la Heilbronn e di Les dragons de Villars di Aimé Maillart con la Heilbronn, nel 1884 di (Un ballo in maschera in francese e di Fra Diavolo, Il trovatore in francese e di Aida, nel 1885 di Les Huguenots, nel 1886 di Le caïd di Ambroise Thomas, di Carmen con la Galli-Marié, di Haydée, ou Le secret di Daniel Auber, di Lalla-Roukh di Félicien David, di Le toréador di Adam, di Le roi l'a dit di Léo Delibes, di Le voyage en Chine di François Bazin e di Le postillon de Lonjumeau, nel 1887 di La sonnambula e di I puritani e nel 1888 di Les mosquetaires de la reine di Fromental Halévy, di Le pré aux clercs di Ferdinand Hérold, di L'éclair di Halévy, di Richard cœur de Lion di André Ernest Modeste Grétry, di Le songe d'une nuit d'été di Thomas, di Zampa di Hérold e di Les diamants de la couronne di Auber.
Gunsbourg ne rimase alla guida per sessant'anni, mettendo in scena delle prime come Lohengrin in francese e Samson et Dalila nel 1892, la prima scenica di La damnation de Faust di Hector Berlioz con Jean de Reszke nel 1893, e portando a Monte Carlo nel gennaio 1894 il famoso tenore italiano Francesco Tamagno interprete dell'opera Otello di Verdi che aveva cantato alla prima dell'opera in Italia.
Dai primi anni del XX secolo, la Salle Garnier ospitò celebrità come Nellie Melba ed Enrico Caruso in La bohème e Rigoletto (nel 1902), la prima assoluta di Chérubin di Jules Massenet con Mary Garden e Lina Cavalieri nel 1905, la prima assoluta di Thérèse di Massenet nel 1907, Fëdor Šaljapin nella prima assoluta di Don Quichotte di Massenet (1910) e la prima assoluta di Roma di Massenet nel 1912. 
Questa produzione costituì l'inizio di una collaborazione duratura fra Massenet e le sue opere ed il teatro monegasco. Due delle opere di Massenet vennero poi rappresentate postume in prima assoluta alla Salle Garnier come Cléopâtre nel 1914 ed Amadis nel 1922.
Fra gli altri cantanti apparsi nel teatro nel corso del XX secolo si ricordano Titta Ruffo, Geraldine Farrar, Mary Garden, Tito Schipa, Beniamino Gigli, Claudia Muzio, Georges Thill, Lily Pons e Mary McCormic.
Oltre a Massenet, fra i compositori che videro rappresentate delle prime assolute a Monte Carlo si ricordano Saint-Saëns (Hélène con la Melba, 1904); Mascagni (Amica con la Farrar (1905), L'Ancêtre di Saint-Saëns con Félia Litvinne e la Farrar nel 1907, Déjanire di Saint-Saëns con la Litvinne e Lucien Muratore nel 1911, Pénélope (Fauré) nel 1913, Puccini (La rondine diretta da Gino Marinuzzi (1882-1945) con Gilda Dalla Rizza, Tito Schipa e Francesco Dominici, 1917), L'Enfant et les sortilèges diretta da Victor de Sabata nel 1925 e L'Aiglon di Arthur Honegger e Jacques Ibert. 
Per l'esattezza, dalla sua inaugurazione, il teatro ha ospitato 45 prime rappresentazioni di opere.
Il corpo di ballo venne fondato, secondo alcuni, da René Blum. Egli infatti fondò la compagnia dei Ballet Russe de Monte Carlo nel 1932 (rifondata nel 1985 come "Nuovi Balletti di Montecarlo") , ma questa continuava la compagnia dei Balletti russi di Sergei Diagilev che a inizio secolo vi aveva fatto rappresentare le sue nuove creazioni, come la prima nel 1911 del famoso balletto Le Spectre de la Rose.

## Affinità con l'Opéra di Parigi
L'architetto Charles Garnier progettò anche il Teatro dell'Opera di Parigi ora conosciuto come il Palais Garnier. Pur essendo la Salle Garnier molto più piccola, si vuole idealmente ricollegare alla grande sala da musica parigina per importanza e magnificenza: infatti il suo stile decorativo è stato fortemente influenzato da quello del Palais Garnier, e molti degli stessi artisti hanno lavorato su entrambi i teatri. D'altra parte gli spettatori e visitatori si aspettavano pur sempre qualcosa d'altamente lussuoso, essendosi il principato sempre più fondato sul divertimento dell'alta e ricca élite aristocratica e industriale.

## Discografia parziale
- Adam: Giselle - Orchestre national de l'Opéra de Monte-Carlo/Richard Bonynge, 1969 Decca
- Addinsell, Franck & Grieg: Works for Piano and Orchestra - Armin Jordan/Gabriel Tacchino/Orchestre national de l'Opéra de Monte-Carlo, 1978 Erato
- Catalani, Wally - Cleva/Tebaldi/Del Monaco, 1968 Decca
- Chopin: Piano Concertos Nos. 1 & 2 - Armin Jordan/Maria João Pires/Orchestre national de l'Opéra de Monte-Carlo, 1979 Erato
- Debussy: Pelléas et Mélisande - Armin Jordan/Orchestre national de l'Opéra de Monte-Carlo, 1981 Erato
- Delibes, Lakmé - Bonynge/Sutherland/Vanzo, 1967 Decca
- Enescu: Orchestral Works - Lawrence Foster/Orchestre national de l'Opéra de Monte-Carlo, 1987 Erato
- Giordano Zandonai, Fedora/Franc. da Rimini (sel.) - Gardelli/Rescigno/Del Monaco, 1969 Decca
- Massenet: Scènes, Le Dernier Sommeil de la Vierge & Don Quichotte - John Eliot Gardiner/Orchestre national de l'Opéra de Monte-Carlo, 1979 Erato
- Rodrigo: Concierto de Aranjuez - Fantasía para un gentilhombre - Concierto serenata - Alexandre Lagoya/Antonio de Almeida/Catherine Michel/Orchestre national de l'Opéra de Monte-Carlo, 1987 Philips
- Saint-Saëns: Violin Concerto No. 3 & Havanaise & Introduction et Rondo Capriccioso - Ravel: Tzigane - Eduard van Remoortel/Henryk Szeryng/Orchestre national de l'Opéra de Monte-Carlo, 1970 Philips
- Gala Evening at the Monte Carlo Opera - Louis Frémaux/Orchestre national de l'Opéra de Monte-Carlo/Renata Scotto, Deutsche Grammophon